# 1988. március 15-i tüntetés

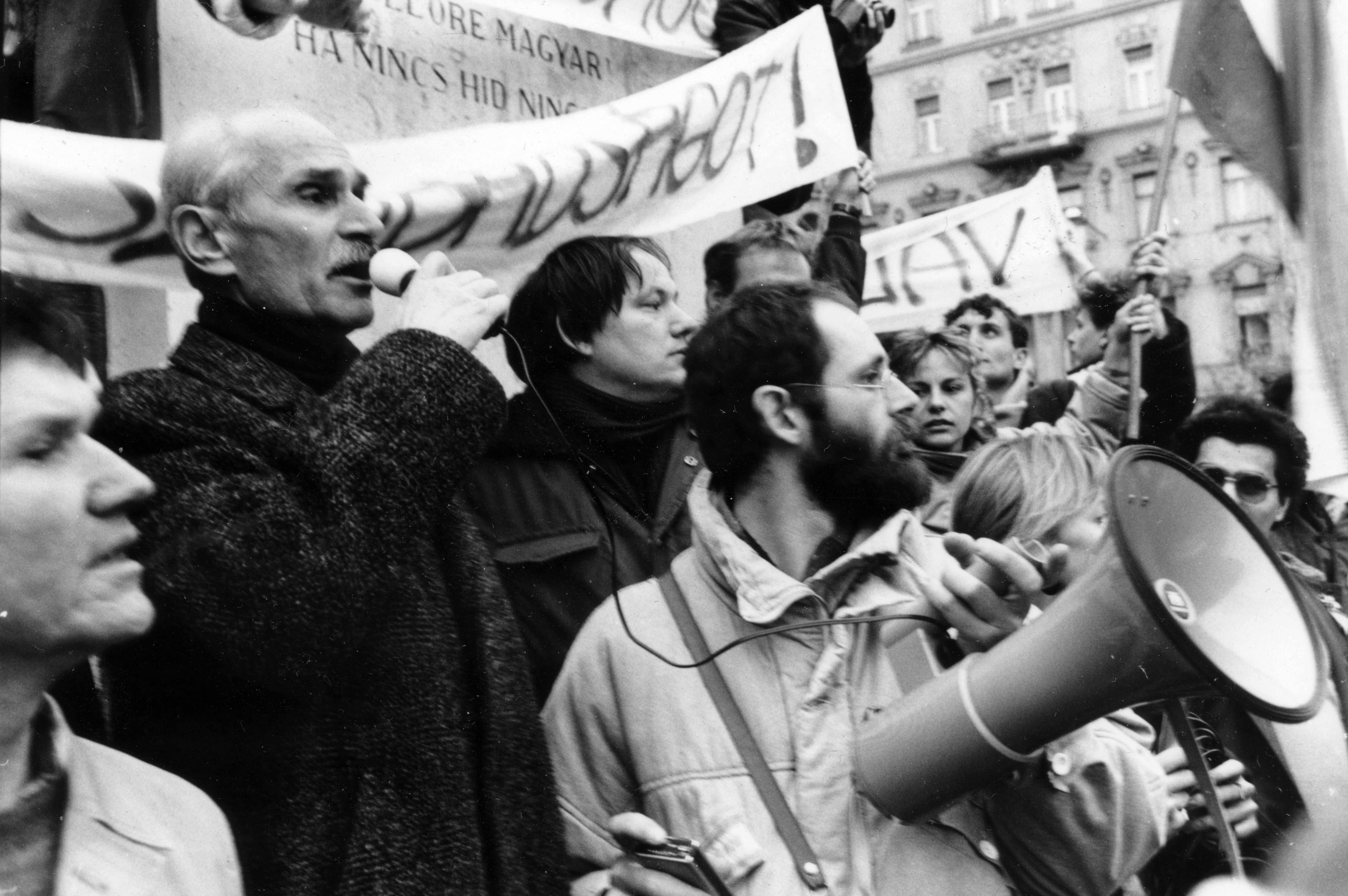
Pákh Tibor beszéde a Bem-szobornál 1988. március 15-én

Az 1988. március 15-i tüntetés 1956 óta a Kádár-rendszer addigi legnagyobb ellenzéki tüntetése volt. A Kossuth téren Tamás Gáspár Miklós, a Batthyány-örökmécsesnél Hodosán Róza, a Bem-szobornál Pákh Tibor mondott beszédet, a Nagy Jenő-féle „Demokrata” szamizdat folyóirat „12 pontját” Martin Ferenc olvasta fel, s mindvégig három transzparens volt látható, melyeknek a jelmondatai: „Sajtószabadságot!!!”, „Egyesülési szabadságot!” és „Valódi reformokat!!!”.

## A tüntetés előzményei
Az 1980-as évek közepének március 15-i ellenzéki tüntetéseinek fő jellemzője volt, hogy a részvevők száma évről évre nőtt, de 1986-ig nem haladta meg a becsült 1000 főt. 1987-ben figyelemre méltó változás történt, a demokratikus ellenzék bekapcsolódott a tüntetés szervezésébe, mely szerepet játszott a demonstráció becsült létszámának többezresre való növekedésében. A társadalmi elégedetlenség egyik fokmérője volt a Magyar Demokrata Fórum megalakulása is 1987 őszén.

## A demonstráció lefolyása
A tüntetés napján, a kora reggeli órákban a demokratikus ellenzék számos prominens képviselőjénél házkutatásokat tartottak, s lefoglalták a készített transzparenseket. Az MTI által közölt hír lakonikus tömörséggel fogalmazott: „A rendőrség illetékes szervei a március 15-i ünnepségek megzavarására irányuló magatartásuk miatt – előzetes figyelmeztetésüket követően – előállították Molnár Tamás, Pálinkás Róbert, Nagy Jenő, Rácz Sándor, Gadó György, Demszky Gábor, Solt Ottilia, Haraszti Miklós budapesti lakosokat. Meghallgatásukat és jegyzőkönyvi figyelmeztetésüket követően szabadon engedték őket.”
A tömeg a Petőfi-szobornál gyülekezett, majd az Apáczai Csere János utcán át a Batthyány-örökmécseshez vonult, ahol az őrizetbe vett Demszky Gábor beszédét Hodosán Róza olvasta fel. A következő állomás a Parlament melletti Kossuth szobor volt. Ekkorra a tömeg már mintegy tízezres méretűre duzzadt. A szobor talapzatáról Tamás Gáspár Miklós mondott beszédet. Nyilvános tüntetésen 1956 óta először hangzott el Kádár János távozásának, szabad választásoknak, többpártrendszernek és új alkotmánynak a követelése, amelyet hatalmas ováció és taps kísért.
A tüntető sokaság innen az Alkotmány utca–Honvéd utca–Szent István körút–Margit híd útvonalon a Bem József térre vonult, ahol Pákh Tibor mondott beszédet, illetve Nagy Jenő előállítása miatt a Demokrata 12 pontját Martin Ferenc olvasta fel.
A forradalmi hangulatú tüntetés a Batthyány téren ért véget.
Ezen a napon este, a hagyományoknak megfelelően, volt egy második tüntetés is, melyen a tömeg a Lánchídon át a Budai Várba vonult. Mindkét demonstráció békésen zajlott le, a rendőrség tömegoszlatással nem avatkozott be.
Ugyanakkor rendkívül nagy volt a karhatalmi készültség. Debrecen mellett látható volt, hogy északkeleti irányból egy katonai szállítógép-kötelék tartott Budapest felé március 15. előtt, majd azt követően visszafelé is. Ez arra enged következtetni, hogy az esetleg elhatalmasodó tüntetéseket az akkori hatalom kész lett volna akár külföldi fegyvereseket is bevetve erőszakkal leverni.[forrás?]

## Követelések
Mit kíván a magyar nemzet?
- Tényleges sajtó, szólás, lelkiismereti, oktatási és társulási, szervezkedési szabadságot
- Népképviseleti demokráciát, a törvényhozó, a végrehajtó és a bírói hatalom minden szintjén
- Emberhez méltó létfeltételeket, államilag garantált létminimumot az elszegényedett rétegeknek
- Négy évenkénti szabad párt és kormányválasztást
- Emberi és nemzetiségi jogokat a határainkon túl élő magyaroknak
- 1848, 1918 és 1956 szellemében követeljük a nemzeti demokratikus hagyományok ápolását, március 15 és az októberi évfordulók pirosbetűs ünnepnappá nyilvánítását.

## A rendszerváltás kezdete
Az 1988. március 15-i tüntetés fontos darabja a rendszerváltáshoz vezető folyamat kezdeti történéseinek. Két hét elteltével, március 30-án alakult meg a Fiatal Demokraták Szövetsége, majd május 1-jén a Szabad Kezdeményezések Hálózata, mely a Szabad Demokraták Szövetsége közvetlen elődje volt.